# Forcalquier (quận)
Quận Forcalquier là một quận của Pháp, nằm ở tỉnh Alpes-de-Haute-Provence, ở vùng Provence-Alpes-Côte d'Azur. Quận này có 13 tổng và 87 xã.

## Các đơn vị hành chính

### Các tổng
Các tổng của quận Forcalquier là: 
1. Banon
2. Forcalquier
3. Manosque-Nord
4. Manosque-Sud-Est
5. Manosque-Sud-Ouest
6. La Motte-du-Caire
7. Noyers-sur-Jabron
8. Peyruis
9. Reillanne
10. Saint-Étienne-les-Orgues
11. Sisteron
12. Turriers
13. Volonne

### Các xã
Các xã của quận Forcalquier, và mã INSEE là: 
| 1. Aubenas-les-Alpes (04012)         | 2. Aubignosc (04013)                 | 3. Authon (04016)                       | 4. Banon (04018)                        |
| 5. Bayons (04023)                    | 6. Bellaffaire (04026)               | 7. Bevons (04027)                       | 8. Château-Arnoux-Saint-Auban (04049)   |
| 9. Châteaufort (04050)               | 10. Châteauneuf-Miravail (04051)     | 11. Châteauneuf-Val-Saint-Donat (04053) | 12. Clamensane (04057)                  |
| 13. Claret (04058)                   | 14. Corbières (04063)                | 15. Cruis (04065)                       | 16. Curbans (04066)                     |
| 17. Curel (04067)                    | 18. Céreste (04045)                  | 19. Dauphin (04068)                     | 20. Entrepierres (04075)                |
| 21. Faucon-du-Caire (04085)          | 22. Fontienne (04087)                | 23. Forcalquier (04088)                 | 24. Ganagobie (04091)                   |
| 25. Gigors (04093)                   | 26. L'Escale (04079)                 | 27. L'Hospitalet (04095)                | 28. La Brillanne (04034)                |
| 29. La Motte-du-Caire (04134)        | 30. La Rochegiron (04169)            | 31. Lardiers (04101)                    | 32. Le Caire (04037)                    |
| 33. Les Omergues (04140)             | 34. Limans (04104)                   | 35. Lurs (04106)                        | 36. Mallefougasse-Augès (04109)         |
| 37. Mane (04111)                     | 38. Manosque (04112)                 | 39. Melve (04118)                       | 40. Mison (04123)                       |
| 41. Montfort (04127)                 | 42. Montfuron (04128)                | 43. Montjustin (04129)                  | 44. Montlaux (04130)                    |
| 45. Montsalier (04132)               | 46. Nibles (04137)                   | 47. Niozelles (04138)                   | 48. Noyers-sur-Jabron (04139)           |
| 49. Ongles (04141)                   | 50. Oppedette (04142)                | 51. Peipin (04145)                      | 52. Peyruis (04149)                     |
| 53. Pierrerue (04151)                | 54. Pierrevert (04152)               | 55. Piégut (04150)                      | 56. Redortiers (04159)                  |
| 57. Reillanne (04160)                | 58. Revest-Saint-Martin (04164)      | 59. Revest-des-Brousses (04162)         | 60. Revest-du-Bion (04163)              |
| 61. Saint-Geniez (04179)             | 62. Saint-Maime (04188)              | 63. Saint-Martin-les-Eaux (04190)       | 64. Saint-Michel-l'Observatoire (04192) |
| 65. Saint-Vincent-sur-Jabron (04199) | 66. Saint-Étienne-les-Orgues (04178) | 67. Sainte-Croix-à-Lauze (04175)        | 68. Sainte-Tulle (04197)                |
| 69. Salignac (04200)                 | 70. Saumane (04201)                  | 71. Sigonce (04206)                     | 72. Sigoyer (04207)                     |
| 73. Simiane-la-Rotonde (04208)       | 74. Sisteron (04209)                 | 75. Sourribes (04211)                   | 76. Thèze (04216)                       |
| 77. Turriers (04222)                 | 78. Vachères (04227)                 | 79. Valavoire (04228)                   | 80. Valbelle (04229)                    |
| 81. Valernes (04231)                 | 82. Vaumeilh (04233)                 | 83. Venterol (04234)                    | 84. Villemus (04241)                    |
| 85. Villeneuve (04242)               | 86. Volonne (04244)                  | 87. Volx (04245)                        |                                         |